# Plaque d'immatriculation finlandaise
 (août 2025).
Si vous disposez d'ouvrages ou d'articles de référence ou si vous connaissez des sites web de qualité traitant du thème abordé ici, merci de compléter l'article en donnant les références utiles à sa vérifiabilité et en les liant à la section « Notes et références ».

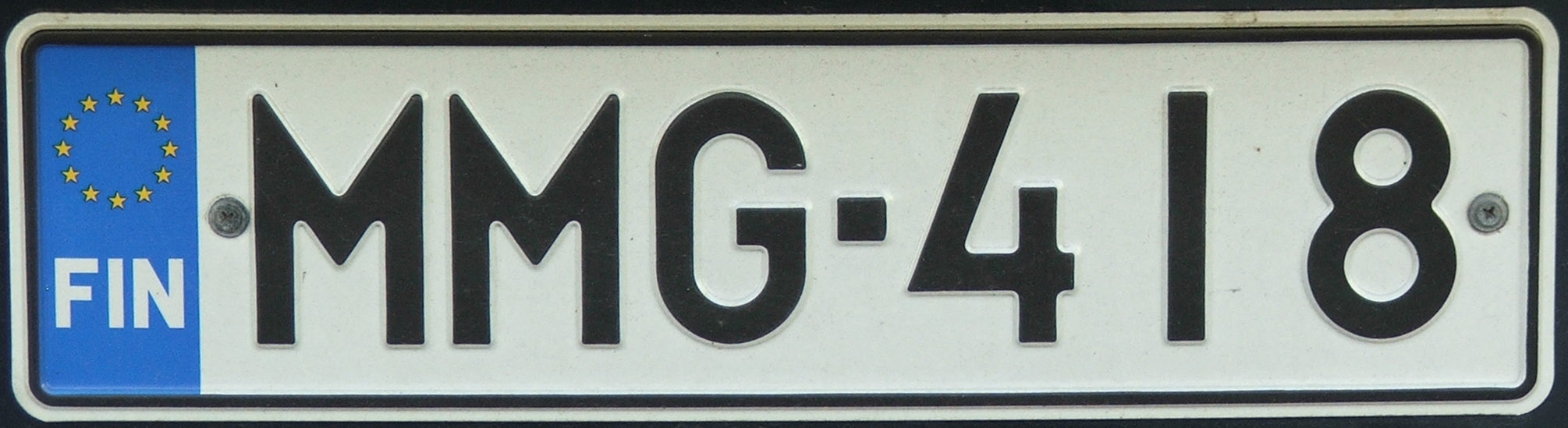
Plaque d'immatriculation finlandaise au format actuel, datée de 2007

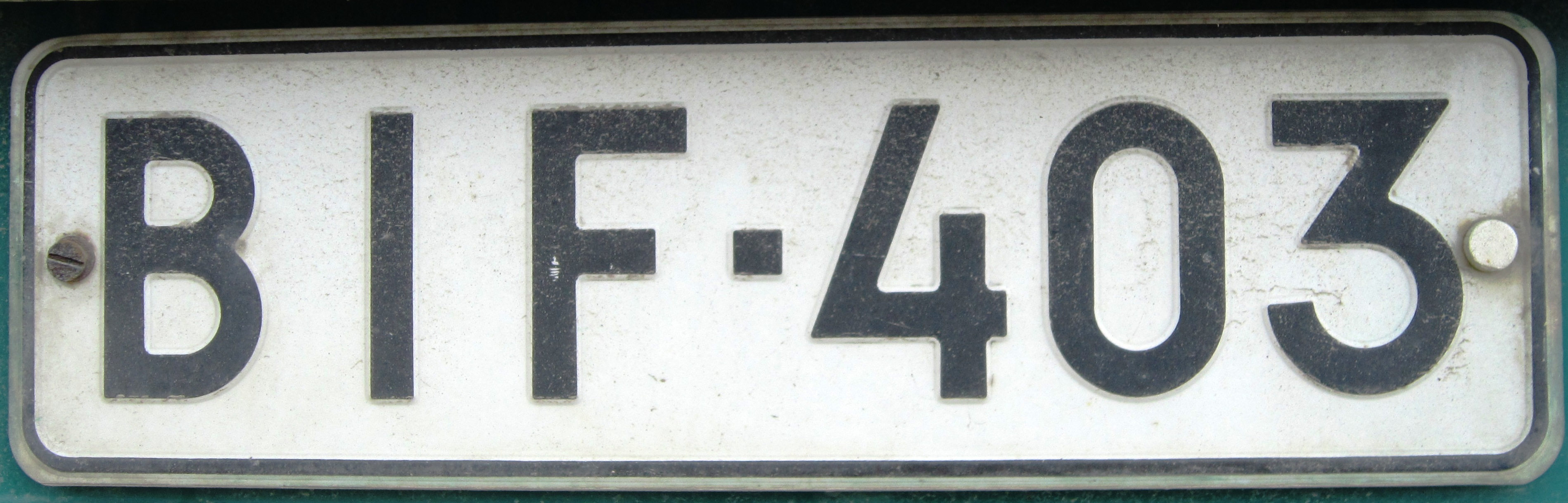
Plaque d'immatriculation antérieure à 2001

Les plaques d'immatriculation finlandaises comportent en général trois lettres et trois nombres séparés par un tiret, tandis que les plaques personnalisées ne peuvent avoir que des lettres ou bien que des nombres. Depuis 1989, l'immatriculation n'a aucun rapport avec le lieu où est enregistré le véhicule sauf sur l'archipel d'Åland, qui dispose de son propre système d'immatriculation. 
Entre 1972 et 1989, la première lettre indiquait l'endroit où le véhicule avait été enregistré pour la première fois puisque la plaque n'avait pas à être modifiée même si le véhicule était cédé à un nouveau propriétaire vivant dans une autre région finlandaise.  